# Dogodkovno obzorje
Dogódkovno obzórje ali ~ horizónt je za opazovalca meja v prostor-času, za katero nobena elektromagnetna energija, vključno s svetlobo ne more dospeti do njega. Izraz je skoval avstrijski fizik Wolfgang Rindler. Richard Phillips Feynman je rabil izraz Schwarzschildova singularnost.
Svetloba, katere vir je znotraj dogodkovnega obzorja, nikoli ne bo dospela do mirujočega opazovalca zunaj obzorja. Odtod izvira tudi ime črna luknja. Prosto padajoči opazovalec proti črni luknji ne bo zaznal dogodkovnega obzorja.
Za zunanjega opazovalca se dogodkovno obzorje v resnici obnaša kot obzorje. Opazovalec vidi telo, ki pada proti dogodkovnemu obzorju v svojem lastnem času, in ga nikoli ne doseže. Telo se za opazovalca zunaj vedno počasneje giblje in povečuje se tudi njegov rdeči premik. Opazovalec bo od padajočega telesa prejel zadnji foton v končnem času, nikoli pa ga ne bo videl prečkati dogodkovno obzorje.
Dogodkovno obzorje se razlikuje od delčnega obzorja.